# Stammliste der Este

Stammwappen derer von Este

Die Stammliste der Este stellt die Vertreter der Este, eines ursprünglich aus dem fränkischen Adel stammenden italienischen Adelsgeschlechtes in Form einer Stammliste dar.

## Von Alberto Azzo II. bis Obizzo II.
1. Alberto Azzo II. (* 996; † 1097) ⚭ 1) um 1035 Kunigunde von Kärnten, Schwester des Herzogs Welf III. († 13. November 1055), ⚭ 2) Garsend de Maine, Tochter des Grafen Hugues; → Vorfahren siehe Obertenghi
  1. (I) Welf IV. (* 1030/40; † 9. November 1101), Herzog von Bayern 1070 ⚭ 1) Ethelinde von Northeim, Tochter des Otto, Herzog von Bayern, ⚭ 2) 1071 Judith von Flandern († 5. März 1094) Tochter des Grafen Balduin IV.; → Nachkommen siehe Jüngere Welfen
  2. (II) Hugo V. († um 1131), Graf von Maine 1070–1092; ⚭ I Gersent, Geliebte von Geoffroy II. de Mayenne, 1070/71 Graf von Maine; ⚭ II vor 1078 NN, geschieden, Tochter von Robert Guiskard, Graf von Apulien und Kalabrien (Hauteville (Adelsgeschlecht))
    1. (II) Azzo III ⚭ Aichina
    2. (II) Tancredi ⚭ Gota
      1. Manfredo ⚭ Guilla (Willa), Tochter von Alberto di Urbana

    3. (II) Roberto

  3. (II) Fulco I. († vor 1146), in Ferrara, Monselice und Montagnana, 1116/34 bezeugt
    1. Azzo IV. († vor 1145)
    2. Bonifacio I. († 28. September 1163)
    3. Fulco II. († vor 1172)
    4. Obizzo I. († 25. Dezember 1193)
      1. Azzo V. († 1193) ⚭ Gräfin (und Erbin) von Ferrara
        1. Azzo VI. († 18. November 1212) ⚭ 1) NN, Tochter des Grafen Aldobrandino, ⚭ 2) Sofia von Savoyen († 3. Dezember 1202) Tochter des Grafen Umberto III., ⚭ 3) 22. Februar 1204 Alicia von Antiochien († 1235 nach dem 11. Oktober) Tochter des Fürsten Raimund von Antiochien; Podestà von Ferrara 1208–1212
          1. Aldobrandino I. († 10. Oktober 1215), Podestà von Mantua 1212–1215
            1. Beatrice († vor 8. Mai 1245) ⚭ 14. Mai 1234 Andreas II. König von Ungarn (1176–1235)

          2. Beatrice († 10. Mai 1226), Nonne
          3. Azzo VII. Novella (* um 1205; † 16. Februar 1264); Podestà von Ferrara 1215–1264, Podestà von Mantua 1253–1264
            1. Rinaldo I. († 1251) ⚭ Adelheid († 1251) Tochter des Alberigo da Romano
              1. (unehelicher Sohn) Obizzo II. (* 1247; † 13. Februar 1293) ⚭ 1) 1263 Jakobine († Dezember 1287), ⚭ 2) Juli 1289 Costanza della Scala († 1306) Tochter des Alberto I. della Scala von Verona, Podestà von Ferrara seit 1264, von Modena seit 1288, Herr von Reggio 1289–1293; → Nachkommen siehe unten
              2. Pietro; → Nachkommen, † 1476

            2. Cubitosa ⚭ Isnardo Malaspina († 1275)

        2. Agnes († 1167) ⚭ Ezzelino II. von Onara (um 1150–1235), Podestà von Treviso und Verona

  4. ? Adelasia ⚭ Guglielmo I. Adelardi, 1070/1140 bezeugt

## Von Obizzo II. bis Niccolò III.
1. Obizzo II. d’Este (* 1247; † 13. Februar 1293) Markgraf von Este, Podestà von Ferrara ab 1264, Herr von Modena ab 1288, Herr von Reggio ab 1289 ⚭ 1) 1263 Jakobine († Dezember 1287), ⚭ 2) Juli 1289 Costanza della Scala († 1306) Tochter des Alberto I. della Scala von Verona; → Vorfahren siehe oben
  1. Azzo VIII. († 31. Januar 1308) Herr von Ferrara, Modena und Reggio ab 1293 ⚭ 1) September 1282 Giovanna Orsini, Tochter des Bartoldo, ⚭ 2) April 1305 Beatrice von Neapel († vor 1321) Tochter des Königs Karl II.
  2. Beatrice († 1. September 1334) ⚭ 1) Ugolino Visconti († um 1298), ⚭ 2) 24. Juni 1300 Galeazzo I. Visconti (1277–1328)
  3. Aldobrandino II. († 26. Juli 1326) Herr von Ferrara ab 1308, vertrieben aus Modena und Reggio
    1. Rinaldo II. († 31. Dezember 1335) Herr von Ferrara ab 1317
      1. Beatrice († 13. Februar 1339) ⚭ 3. Februar 1339 Giacomo Graf von Savoyen († 1367)
      2. Aldobrandino († 30. Oktober 1381), Bischof von Ferrara 1378

    2. Obizzo III. d’Este (* 14. Juli 1294; † 20. März 1352) Herr von Ferrara ab 1335, Herr von Modena und Reggio ab 1336, ⚭ 1) 1317 Elisabeth von Sachsen-Wittenberg († 3. März 1341) Tochter des Herzogs Albrecht II., ⚭ 2) 27. November 1347 Lippa Ariosto († 1347) Tochter des Giacomo
      1. Beatrice (* 18. September 1332; † 1387) ⚭ 1365 Waldemar I. Fürst von Anhalt-Zerbst († 1367)
      2. Alda (* 18. Juli 1333; † 1381) ⚭ 16. Februar 1356 Luigi II. Gonzaga Markgraf von Mantua (1334–1382)
      3. Rinaldo II. (* 10. Oktober 1334; † 20. Juli 1348)
      4. Aldobrandino III. (* 14. September 1335; † 3. November 1361) folgt 1352
        1. Viridis (* 27. April 1354; † 20. August 1400) ⚭ 14. Juni 1377 Konrad V. Herzog von Teck (1361–1386)

      5. Niccolò II. (* 17. Mai 1338; † 26. März 1388) folgt 1361 ⚭ 19. Mai 1362 Viridis della Scala († 1394), Tochter des Mastino II. della Scala
      6. Costanza (* 25. Juli 1343; † 13. Februar 1392) ⚭ 2. Mai 1362 Malatesta Malatesta (* 1327; † 1372)
      7. Ugo (* 18. Oktober 1344; † 1. August 1370) ⚭ 29. Juli 1363 Costanza Malatesta († 15. Oktober 1378) Tochter des Malatesta Malatesta
      8. Alberto I. (* 27. Februar 1347; † 30. Juli 1393) folgt 1388
        1. Niccolò III. († 26. Dezember 1441) folgt 1347 ⚭ 1) Juni 1397 Cecilia von Carrara († 23. Februar 1416) Tochter des Francesco, ⚭ 2) 2. April 1418 Parasina Malatesta († März 1425), Tochter des Malatesta, ⚭ 3) 1431 Ricarda von Saluzzo († 16. August 1474) Tochter von Tommaso III., Markgraf von Saluzzo (Aleramiden); → Nachkommen siehe unten

    3. Niccolò I. († 1. Mai 1344) ⚭ 21. Januar 1335 Beatrice Gonzaga, Tochter des Guido Gonzaga, Markgraf von Mantua
      1. Rinaldo III. (* 5. September 1336; † 15. November 1369)

  4. Francesco I. († 23. August 1312) Markgraf von Este
    1. Azzo († 24. Juni 1318)
    2. Bartoldo I. († 21. Juli 1343)
      1. Francesco II. (* Juni 1325; † 13. Dezember 1384) ⚭ 1) 3. Juni 1342 Caterina Visconti, Tochter des Luchino Visconti, ⚭ 2) Taddea, Tochter des Giovanni von Barbiano
        1. Azzo IX. (* 1344; † 7. September 1415)
          1. Taddeo († 21. Juni 1448)
            1. Bartoldo II. († 4. November 1463)

## Von Niccolò III. bis Alfonso
1. Niccolò III. d’Este († 1441) folgt 1347 ⚭ 1) 1397 Cecilia von Carrara († 1416), Tochter des Francesco, ⚭ 2) 1418 Parasina Malatesta († 1425), Tochter des Malatesta Malatesta, ⚭ 3) 1431 Ricarda von Saluzzo († 1474), Tochter von Tommaso III., Markgraf von Saluzzo (Aleramiden); → Vorfahren siehe oben
  1. Ugo d’Este (1405–1425)
  2. Meliaduso d’Este (1406–1452), Abt zu Pomposa und Ferrara, tritt 1425 zurück; → Nachkommen
  3. Leonello d’Este (1407–1450) ⚭ 1) 1435 Margherita Gonzaga († 1439), Tochter des Francesco I. Gonzaga, ⚭ 2) 1444 Maria († 1449), uneheliche Tochter des Königs Alfons V. von Aragón
    1. Isabella d’Este ⚭ Niccolò della Scala (1415–1478)
    2. Niccolò d’Este (1438–1476)

  4. Margherita d’Este ⚭ 1427 Galeotto Roberto Malatesta
  5. Borso d’Este (1413–1471), Herzog von Modena und Reggio 1452, Herzog von Ferrara 1471
  6. Alberto d’Este (1415–1502); → Nachkommen
  7. Gurone d’Este († 1484) Abt; → Nachkommen
  8. Lucia d’Este (1419–1437) ⚭ 1437 Carlo Gonzaga († 1456), Sohn des Gianfrancesco I. Gonzaga
  9. Ginevra d’Este (1419–1440) ⚭ 1433 Sigismondo Malatesta (1417–1468)
  10. Isotta d’Este (1425–1456) ⚭ 1) 1444 Oddo Antonio da Montefeltro (1426–1444), ⚭ 2) 1446 Stefano Frangipani
  11. Beatrice d’Este (1427-vor 1497) ⚭ 1) 1448 Niccolò von Correggio, ⚭ 2) 1451 Tristano Sforza († 1477)
  12. Ercole I. d’Este (1431–1505), Herzog 1471 ⚭ Eleonora von Neapel (1450–1493) Tochter des Königs Ferdinand I.
    1. Isabella d’Este (1474–1539) ⚭ 1490 Gianfrancesco II. Gonzaga (1466–1519), Markgraf von Mantua
    2. Beatrice d’Este (1475–1497) ⚭ 1491 Ludovico Sforza (1452–1508), Herzog von Mailand
    3. Alfonso I. d’Este (1476–1534) Herzog 1505 ⚭ 1) 1401 Anna Sforza (1473–1497), Tochter des Galeazzo Maria Sforza, Herzog von Mailand, ⚭ 2) 1502 Lucrezia Borgia (1480–1519), ⚭ 3) Laura Dianti († 1573)
      1. Ercole II. d’Este (1508–1559) Herzog 1534 ⚭ 1528 Renée de France (1510–1574), Tochter des Königs Ludwig XII. von Frankreich
        1. Anna d’Este (1531–1607) ⚭ 1) 1548 François de Lorraine, duc de Guise (1519–1563), ⚭ 2) 1566 Jakob von Savoyen, Herzog von Nemours (1531–1585)
        2. Alfonso II. d’Este (1533–1597) Herzog 1559 ⚭ 1) 1558 Lucrezia de’ Medici (1545–1562) Tochter des Großherzog Cosimo I. von Toskana, ⚭ 2) 1565 Barbara von Österreich (1539–1572), Tochter des Kaisers Ferdinand I., ⚭ 3) 1579 Eleonora Gonzaga (1564–1618), Tochter des Herzogs Guglielmo Gonzaga von Mantua
        3. Lucrezia d’Este (1535–1598) ⚭ 1570 Francesco Maria II. della Rovere (1549–1631), Herzog von Urbino
        4. Eleonora d’Este (1537–1581), Torquato Tassos Geliebte
        5. Luigi d’Este (1538–1586), Kardinal 1561

      2. Ippolito II. d’Este (1509–1572), Kardinal 1538
      3. Eleonora d’Este 1515–1575, Nonne
      4. Francesco d’Este (1516–1578), Fürst von Massa
        1. Marfisa d’Este († 1608) ⚭ 1) 1578 Alfonso d’Este (1560–1578), ihr Vetter, ⚭ 2) 1580 Alderano Cybo (1522–1606), Fürst von Carrara

      5. Alfonsino d’Este († 1547) Markgraf von Castelnuovo
      6. Alfonso d’Este di Montecchio (1527–1587), Markgraf von Montecchio ⚭ 1) 1549 Giulia della Rovere († 1563), Tochter des Francesco Maria I. della Rovere, Herzog von Urbino, ⚭ 2) 1584 Violanta Signa (1546–1609); → Nachkommen siehe unten

    4. Ferrante d’Este (1477–1540)
    5. Giulio d’Este (1478–1561)
    6. Ippolito I. d’Este (1479–1520), Kardinal 1493; → Nachkommen
    7. Sigismondo d’Este (1480–1524)

  13. Sigismondo d’Este (1433–1507), Markgraf von San Martino 1501
    1. Ercole d’Este; → Nachkommen, † 1752

  14. Rinaldo d’Este (um 1435–1503) ⚭ 1472 Lucrezia von Montferrat († nach 1481), Tochter des Markgrafen Wilhelm VII.; → Nachkommen
  15. Bianca d’Este (1440–1506) ⚭ 1468 Galeotto Pico, Herr von Mirandola († 1499)

## Ab Alfonso
1. Alfonso d’Este (* 10. März 1527; † 1. November 1587) Markgraf von Montecchio; → Vorfahren siehe oben
  1. Cesare d’Este (1552–1628) Herzog 1597, verzichtet auf Ferrara 1598 ⚭ 1586 Virginia de’ Medici (1568–1615) Tochter des Großherzogs Cosimo I. der Toskana
    1. Alfonso III. d’Este (1591–1644) Herzog 1628 ⚭ 1608 Isabella von Savoyen (1591–1626) Tochter des Herzogs Karl Emanuel I.
      1. Francesco I. d’Este (1610–1658) Herzog 1629 ⚭ 1) 1631 Maria Farnese (1615–1646) Tochter des Ranuccio I. Farnese Herzog von Parma, ⚭ 2) 1648 Vittoria Farnese (1618–1649), deren Schwester, ⚭ 3) 1654 Lucrezia Barberini (1630–1699), Tochter des Taddeo
        1. Alfonso IV. d’Este (1634–1662) Herzog 1658 ⚭ 1655 Laura Martinozzi († 1687) Tochter des Geronimo
          1. Maria Beatrice d’Este (1658–1718) ⚭ 1673 Jakob II. König von England (1633–1701)
          2. Francesco II. d’Este (1660–1694) Herzog 1662 ⚭ 1692 Margherita Farnese (1664–1718) Tochter des Ranuccio II. Farnese Herzog von Parma

        2. Isabella d’Este (1635–1666) ⚭ 1664 Ranuccio II. Farnese (1630–1694) Herzog von Parma
        3. Maria d’Este (1644–1684) ⚭ Ranuccio II. Farnese (1630–1694) Herzog von Parma
        4. Rinaldo d’Este (1655–1737) Kardinal 1686–1695, Herzog 1694 ⚭ 1696 Charlotte von Hannover (1671–1710) Tochter des Kurfürsten Johann Friedrich
          1. Francesco III. d’Este (1698–1780) Herzog 1737 ⚭ 1720 Charlotte d’Orléans (1700–1761), Tochter des Herzogs Philipp II., Regent von Frankreich
            1. Felicità d’Este (1726–1754) ⚭ 1744 Louis Jean Marie de Bourbon (1725–1793) Herzog von Penthièvre
            2. Ercole III. d’Este (1727–1803) Herzog 1780 ⚭ 1741 Maria Teresia Cybo (1725–1790) Tochter des Alberigo Cybo Herzog von Massa und Carrara, Erbin von Massa und Carrara 1743
              1. Maria Beatrice d’Este (1750–1829) Herzogin von Massa und Carrara 1790–1797 und ab 1816 ⚭ 1771 Ferdinand Erzherzog von Österreich (1754–1806)

            3. Maria Fortunata d’Este (1734–1803) ⚭ 1759 Louis-François II. de Bourbon, prince de Conti (1734–1814)

          2. Gianfrancesco d’Este (1700–1727)
          3. Enrietta d’Este (1702–1777) ⚭ 1) 1728 Antonio Farnese von Parma (1679–1731), ⚭ 2) 1740 Leopold Landgraf von Hessen-Darmstadt (1708–1764)

      2. Obizzo d’Este (1611–1645) Bischof von Modena 1640
      3. Cesare d’Este (1614–1677)
      4. Carlo Alessandro d’Este (1616–1679)
      5. Rinaldo d’Este (1618–1671) Kardinal 1641
      6. Margherita d’Este (1619–1692) ⚭ 1647 Ferrante III. Gonzaga Herzog von Guastalla (1618–1678)
      7. Anna Beatrice d’Este (1626–1690) ⚭ 1656 Alessandro II. Pico von Mirandola (1631–1691)

    2. Luigi d’Este (1594–1664), Markgraf von Montecchio, Graf von Scandiano
      1. Ippolita d’Este († 1656) ⚭ Borso d’Este (1605–1657), ihren Onkel

    3. Laura d’Este (1594–1630) ⚭ Alessandro Pico von Mirandola (1567–1637)
    4. Ippolito d’Este (1599–1647)
    5. Niccolò d’Este (1601–1640)
    6. Borso d’Este (1605–1657) ⚭ Ippolita d’Este († 1656), seine Nichte
      1. Luigi d’Este (1648–1698)
      2. Foresto d’Este (1652–1725)
      3. Cesare Ignazio d’Este (1653–1713)
      4. Angela Caterina d’Este (1656–1722) ⚭ 1684 Emanuele Filiberto von Savoyen, Fürst von Carignan (1628–1709)

    7. Foresto d’Este (1606–1639)

  2. Alfonso d’Este (1560–1578) ⚭ 1578 Marfisa d’Este († 1608) Tochter des Francesco d’Este, Fürst von Massa
  3. Ippolita d’Este (1565–1602) ⚭ 1594 Federico Pico, Herzog von Mirandola († 1602)
  4. Alessandro d’Este (1568–1624), Kardinal 1599